# Kurzgesagt

Kurzgesagt – Logo

Kurzgesagt ist eine animierte Videoserie zu wissenschaftlichen und gesellschaftspolitischen Themen, die von Philipp Dettmer begründet wurde. Sie wird über den englischsprachigen YouTube-Kanal Kurzgesagt – In a Nutshell und den deutschsprachigen Kanal Dinge Erklärt – Kurzgesagt veröffentlicht, der bis Ende 2022 Teil des Netzwerkes funk von ARD und ZDF war. Zudem gibt es Kanäle in weiteren Sprachen. Der englischsprachige Kanal steht mit über 24 Millionen Abonnenten (Stand: Mai 2025) auf Platz zwei der meistabonnierten deutschen YouTube-Kanäle. Die Videos werden in einem typischen Stil animiert und sind meist zwischen 6 und 14 Minuten lang.
Die In a nutshell – kurzgesagt GmbH wird seit dem 18. Juli 2023 von Peter Berger geleitet, der den langjährigen Geschäftsführer Philipp Dettmer ablöste, welcher diese Position seit der Gründung am 15. September 2015 innehatte.

## Inhalte
Die Videos befassen sich vor allem mit wissenschaftlichen Themen in Bereichen der (Astro-)Physik und Biologie sowie Philosophie, Geschichte und Politik. So thematisieren die meistgeklickten Videos das Coronavirus, das Fermi-Paradoxon und Kernwaffen. Sprecher der Reihe ist Steve Taylor; die deutschen Videos spricht Christoph Jablonka. Die Hintergrundmusik wird von Epic Mountain produziert.

## Geschichte
Der Kanal wurde im Juli 2013 unter dem Namen Kurzgesagt auf YouTube erstellt. Noch im selben Monat erschien das erste Video auf dem Kanal. Bis Januar 2014 wurden auf dem Kanal animierte Bildungsvideos zu verschiedenen Themen in englischer und deutscher Sprache veröffentlicht. Seit der Gründung des Zweitkanals KurzgesagtDE (2017 umbenannt in Dinge Erklärt – Kurzgesagt), erscheinen auf dem Hauptkanal ausschließlich Videos auf Englisch, während auf dem Zweitkanal deutsche Videos hochgeladen werden. Zur selben Zeit wurde der Hauptkanal umbenannt und die englische Übersetzung des Kanalnamens, In a Nutshell, angehängt. Ende Dezember 2017 erschien ein erstes Video auf dem deutschen Kanal, weitere Videos erscheinen alle zwei Wochen. Der Namenszusatz „Dinge Erklärt“ ist ein Backronym zu „DE“ im vorherigen Namen. Im August 2019 wurde der spanischsprachige Kanal En Pocas Palabras – Kurzgesagt, auf Deutsch: „In wenigen Worten – Kurzgesagt“, gegründet. Anfang 2022 kamen zusätzlich Kanäle auf Französisch, Hindi, Koreanisch, Portugiesisch, Arabisch und Japanisch dazu.
Der Kanal „Dinge Erklärt – Kurzgesagt“ war von September 2017 bis Ende Dezember 2022 Teil des Netzwerkes funk von ARD und ZDF. Nach eigenen Angaben hat der Kanal das funk-Netzwerk verlassen, da aufgrund der Beschränkungen im öffentlich-rechtlichen Fernsehen keine Werbung erlaubt ist, nur diese aber die notwendige weitere Finanzierung für den Kanal ermöglicht.
Anfang November 2019 überschritt der englischsprachige Kanal als erster deutscher Kanal die Marke von 10 Millionen Abonnenten bei YouTube, was auch im YouTube Rewind 2019 erwähnt wurde.
| Jahr | Auszeichnung              | Kategorie       | Objekt                                                    | Resultat  |
| ---- | ------------------------- | --------------- | --------------------------------------------------------- | --------- |
| 2015 | deutscher Webvideopreis   | Journalism      | Video: Zeit – Die Vergangenheit und Zukunft von allem     | Nominiert |
| 2016 | deutscher Webvideopreis   | Journalism      | Kanal: KurzgesagtDE (heute: Dinge Erklärt – Kurzgesagt)   | Nominiert |
| 2016 | 1 Live Krone              | Video-Krone     | Video: Zeit – What Happened Before History? Human Origins | Nominiert |
| 2017 | deutscher Webvideopreis   | Animation       | Kanal: Kurzgesagt – In a Nutshell                         | Gewonnen  |
| 2019 | Pädagogischer Medienpreis | –               | Kanal: Dinge Erklärt – Kurzgesagt                         | Gewonnen  |
| 2019 | Fast Forward Science      | Community Award | Video: Einsamkeit – Loneliness                            | Gewonnen  |

## Übersicht der Kanäle
| Kanal                           | Sprache       | Gründung   | erstes Video | Abonnenten | Aufrufe       | Videos |
| ------------------------------- | ------------- | ---------- | ------------ | ---------- | ------------- | ------ |
| Kurzgesagt – In a Nutshell      | Englisch      | 09.07.2013 | 11.07.2013   | 22.500.000 | 2.805.416.883 | 235    |
| Dinge Erklärt – Kurzgesagt      | Deutsch       | 16.01.2014 |              | 2.250.000  | 279.854.364   | 143    |
| En Pocas Palabras – Kurzgesagt  | Spanisch      | 07.08.2019 | 14.02.2020   | 1.760.000  | 137.392.326   | 82     |
| Tout Simplement – Kurzgesagt    | Französisch   | 28.01.2022 | 24.05.2022   | 306.000    | 11.088.541    | 50     |
| Em Poucas Palavras – Kurzgesagt | Portugiesisch | 28.01.2022 | 24.05.2022   | 500.000    | 24.252.886    | 50     |
| आसान शब्दों में – Kurzgesagt          | Hindi         | 28.01.2022 | 27.05.2022   | 48.400     | 584.568       | 50     |
| 世界をわかりやすく – Kurzgesagt | Japanisch     | 28.01.2022 | 27.05.2022   | 63.800     | 1.197.624     | 51     |
| 한눈에 보는 세상 – Kurzgesagt   | Koreanisch    | 28.01.2022 | 27.05.2022   | 609.000    | 23.826.719    | 51     |
| بكل بساطة – Kurzgesagt          | Arabisch      | 01.02.2022 | 24.05.2022   | 60.500     | 1.546.912     | 49     |
| Stand: 26.04.2024               |               |            |              |            |               |        |